# Синкопа (мовознавство)
Синкóпа (від грец. συγκοπή — «скорочення», «утинання») — випадіння одного або кількох звуків усередині слова під час швидкого темпу мовлення. Найчастіше відбувається в тих формах, що часто вживані, тому з півслова можуть бути зрозумілими: Міца замість Маріца, Ілка — Ілонка, Катерина — Катря (синкопа + апокопа), хтіли — хотіли, сьодні — сьогодні, мона — можна, Муся — Маруся тощо. Своєрідна мовна економія, синкопа, у широкому сенсі є узагальнювальним терміном для аферези, у вузькому сенсі — для апокопи.